# Dariusz Rakus
Dariusz Rakus (ur. 1968) – polski fizjolog i biochemik, profesor nauk biologicznych, kierownik Zakładu Fizjologii i Neurobiologii Molekularnej Wydziału Nauk Biologicznych Uniwersytetu Wrocławskiego.

## Życiorys
24 czerwca 1999 obronił pracę doktorską pt. Właściwości kinetyczne i rola fizjologiczna ssączej, płucnej 1-fosfohydrolazy fruktozo-1,6-bisfosforanu, otrzymując doktorat, a potem uzyskał stopień doktora habilitowanego. 14 sierpnia 2014 nadano mu tytuł profesora w zakresie nauk biologicznych.
Został zatrudniony na stanowisku profesora w Zakładzie Fizjologii i Neurobiologii Molekularnej, pełnił też funkcję prodziekana na Wydziale Nauk Biologicznych Uniwersytetu Wrocławskiego oraz przewodniczącego wrocławskiego oddziału Polskiego Towarzystwa Biochemicznego.